# Pleurophyllidiella
Pleurophyllidiella is een geslacht van weekdieren uit de klasse van de Gastropoda (slakken).

## Soort
- Pleurophyllidiella paucidentata O'Donoghue, 1932